# Azzun ibn Ghalbun
Azzun ibn Ghalbun fou un noble musulmà d'al-Àndalus, que al final del segle xi es va erigir en rei (emir) de la comarca de Molina de Aragón, amb territoris que al nord són dins l'Aragó i al sud dins de Castellà.
Va haver d'esdevenir vassall del Cid, al que després va restar lleial quan va anar a València, ja que considerava que era un guerrer afortunat i que no calia gastar esforços en lluitar contra ell i, per tant, no va respondre a la crida de Yusuf ibn Tashfin per unir-se a l'exèrcit almoràvit que assetjava València, al contrari del que van fer els reis d'Albarrasí o Sahla, Alpont, Larida o Lleida i Turtuxa o Tortosa. El Cantar de Mio Cid el descriu com el perfecte cavaller i d'una fidelitat absoluta al Cid i als cristians, però pel Bayan al-mughrib se sap que en realitat la lleialtat era forçada i pragmàtica i que mort el Cid (1099) no va dubtar en reconèixer als almoràvits i en sumar-se als governadors de Lleida, València, Granada i altres senyors locals supeditats a Ali ibn Yusuf en contra Alfons I d'Aragó i Pamplona (17 de juny de 1120) a la batalla de Cutanda. Després de la derrota Molina fou ocupada pels aragonesos el 1129 (i va esdevenir la senyoria de Molina) i Azzan segurament va emigrar a Andalusia.
Dos fills seus foren efímers reis de Xerès i Ronda:
- Abu l-Ghamr ibn Azzun
- Ali ibn Azzun